# Cantone di Cancon
Il Cantone di Cancon era una divisione amministrativa dell'arrondissement di Villeneuve-sur-Lot.
È stato soppresso a seguito della riforma complessiva dei cantoni del 2014, che è entrata in vigore con le elezioni dipartimentali del 2015.
Comprendeva i comuni di:
- Beaugas
- Boudy-de-Beauregard
- Cancon
- Casseneuil
- Castelnaud-de-Gratecambe
- Monbahus
- Monviel
- Moulinet
- Pailloles
- Saint-Maurice-de-Lestapel